# ジャン・ティガナ
ジャン・ティガナ（Jean Tigana、1955年6月23日 - ）は、マリ・バマコ出身の元サッカー選手、現サッカー指導者。元フランス代表。ポジションはMF。

## 経歴
マリで生まれ、地元のクラブチームであるレアル・バマコに入団。フィジカルの強さと卓越した戦術眼を発揮して攻守に貢献し、1975年に渡仏しスポルタン・トゥーロン・ヴァールに入団。1978年にはオリンピック・リヨンへ移籍し評価をさらに高めると、1980年5月23日のソ連戦でフランス代表デビューを飾り、翌年にはFCジロンダン・ボルドーへ移籍。
1982年のスペインW杯では5試合に出場してベスト4入りに貢献すると、2年後のEURO1984ではフランスに優勝をもたらし、ミシェル・プラティニやアラン・ジレスらとともに黄金の中盤を形成した。また、在籍していたボルドーでも1983-84、1984-85シーズンのリーグ連覇、1986-87シーズンのリーグとカップの二冠をそれぞれ経験している。また1986年のメキシコW杯では3位入賞に貢献した。
1989年にオリンピック・マルセイユへ移籍。ここでも1989-90、1990-91シーズンとリーグ連覇を果たし、「優勝請負人」として活躍すると同時に現役を引退。
引退後はリヨンやモナコの監督を務め、稲本潤一が在籍していたフラムFCの監督も務めた。2005-06シーズンからは2シーズンに渡りトルコリーグ・ベシクタシュJKで指揮を執った。2010年からはフランス代表監督に就任したローラン・ブランの後任として、かつて所属をしたボルドーの監督に就任したが、不振のためシーズン途中で辞任した。2012シーズンから中国スーパーリーグ・上海申花で指揮を執ったが、成績不振のため、わずか4カ月で辞任した。

## 獲得タイトル

### 選手として
FCジロンダン・ボルドー
- リーグ・アン：3回 (1983-84、1984-85、1986-87)
- クープ・ドゥ・フランス：2回 (1985-86、1986-87)

オリンピック・マルセイユ
- リーグ・アン：2回 (1989-90、1990-91)

フランス代表
- UEFA欧州選手権:1回（1984）

個人
- UEFA欧州選手権ベストイレブン:1回（1984）
- フランスリーグ最優秀新人賞（1980）
- フランスリーグ年間最優秀選手賞:1回（1984）
- バロンドール投票第2位(1位はプラティニ) 1984年
- FIFAワールドカップオールスターチーム:1回（1986）
- オンズダルジャン:1回（1984）
- オンズ・ド・ブロンズ:1回（1987）

### 監督として
ASモナコ
- リーグ・アン：1回 (1996-97)
- トロフェ・デ・シャンピオン:1回（1997）

フラムFC
- フットボールリーグ ディヴィジョン1:1回（2000-01）
- UEFAインタートトカップ：1回 (2002)

ベシクタシュJK
- テュルキエ・クパス：2回 (2005-06、2006-07)
- スュペル・クパ:1回（2006）

個人
- リーグ・アン年間最優秀監督賞:1回（1997）
- フランス年間最優秀監督:1回（1997）